# Matthias Leis
Matthias Leis (* 18. April 1899; † nach 1930) war ein deutscher Eishockeytorwart.

## Karriere
Nachdem er bereits 1922 mit dem MTV 1879 München Deutscher Meister wurde, wechselte er mit der Mannschaft des MTV 1924 zum SC Riessersee, wo er 1927 erneut den Meistertitel holte. Ein Jahr später nahm er mit der deutschen Nationalmannschaft an den Olympischen Winterspielen 1928 in St. Moritz teil, jedoch kam er dort nicht zum Einsatz. Des Weiteren spielte er mit der deutschen Nationalmannschaft bei den Europameisterschaften 1927 und 1929, wobei er 1927 die Bronzemedaille gewann.

## Erfolge und Auszeichnungen
- 1922 Deutscher Meister mit dem MTV 1879 München
- 1927 Deutscher Meister mit dem SC Riessersee
- 1927 Bronzemedaille bei der Europameisterschaft